# Хёрнер, Зильке
Зильке Хёрнер (нем. Silke Hörner; род. 12 сентября 1965, Лейпциг) — немецкая пловчиха, двукратная чемпионка летних Олимпийских игр 1988 года, чемпионка мира, трёхкратная чемпионка Европы.

## Биография
Зильке Хёрнер родилась в 1965 году. Она была одной из лучших пловчих брассом в 1980-х. На Чемпионате мира по водным видам спорта 1986 года победила на дистанции 200 м брассом и заняла второе место на дистанции 100 м. На Чемпионате Европы по водным видам спорта 1987 года завоевала три золотые медали. На летних Олимпийских играх 1988 года она победила на дистанции 200 метров брассом и в комбинированной эстафете 4×100 метров в составе сборной ГДР, а также завоевала бронзовую медаль на дистанции 100 м брассом, уступив представительницам Болгарии Тане Дангалаковой и Антоанете Френкевой. За свою спортивную карьеру она установила 4 мировых рекорда.
Журнал Swimming World назвал Хёрнер Европейским пловцом года в 1985 и 1987 годах. Осенью 1989 года Хёрнер завершила спортивную карьеру. Она вышла замуж в 1993 году за гребца, чемпиона мира Александера Шука. Работала физиотерапевтом. В дальнейшем Хёрнер заподозрили в употреблении допинга, как и многих других спортсменов из ГДР, однако в отношении неё это не было доказано.